# Gail’sche Zigarrenfabrik

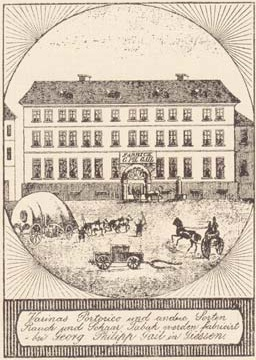
Die Gail’sche Tabakwarenfabrik in der Neustadt Mitte des 19. Jahrhunderts.

Die Gail’sche Zigarrenfabrik (auch Georg Philipp Gail A.G.) mit Sitz in Gießen war eine der ersten Tabakfabriken in Hessen und gehörte von der Mitte des 19. Jahrhunderts bis zur Mitte des 20. Jahrhunderts zu den führenden Herstellern von Zigarren in Deutschland und den USA.

## Die Vorgeschichte in Dillenburg im 18. Jahrhundert
Die Vorgeschichte der Gail’schen Zigarrenfabrik liegt in Dillenburg, wo der Großvater des späteren Firmengründers Georg Philipp Gail, ein Kolonialwarenhändler, Ende des 18. Jahrhunderts die Herstellung von Rauchtabak aufgenommen hatte.
Das zur Grafschaft Nassau-Dillenburg gehörende Dillenburg kam im Zuge der Rheinbundakte 1806 zum Rheinischen Bund und wurde Bestandteil des von napoleonischen Einfluss regiertem, neugegründeten Großherzogtums Berg. Mit der Einführung des französischen Tabakmonopols – d. h. Herstellung und Verkauf von Tabakwaren aller Art nur durch staatlich konzessionierte Betriebe – durch Napoleon Bonaparte im Jahr 1810 kam es 1811 auch zur Beschlagnahme des Tabaklagers im Hause Gail.

## 1812: Gründung der Gail’sche Tabakfabrik als erste Gießener Tabakfabrik
Georg Philipp Gail (1785–1865), der Enkel des Dillenburger Kolonialisten, beschloss daher, ins nahe gelegene Gießen auszuweichen. Gießen gehörte in dieser Zeit zum Großherzogtum Hessen-Darmstadt, wo zum einen Monopolfreiheit herrschte, zum anderen auch die Tabaksteuer deutlich niedriger war. Zudem gab es in der Provinz Oberhessen damals keine nennenswerte Tabakwarenproduktion. Mit einem Startkapital von 700 Gulden kam es am 27. Januar 1812 zur Gründung der ersten Gießener Rauchtabakfabrik am Kreuzplatz/Ecke Sonnenstraße (⊙) mit zunächst acht Mitarbeitern – der Grundstein für das erste Industrieunternehmen der Stadt war gelegt. Neben Pfeifentabak wurde auch Schnupftabak hergestellt, später auch Kautabak. Die Ausweitung der Produktion machte bald den Erwerb eines größeren Gebäudes notwendig: 1825 erwarb Georg Philipp Gail für 16.000 Gulden die „von Gatzertsche Besitzung“ in der Neustadt (⊙).

## 1840: Die Zigarrenfabrik Georg Philipp Gail
Am 15. November 1840 begann Gail in einer neugegründeten Firma, der Zigarrenfabrik Georg Philipp Gail, erstmals mit der Herstellung von Zigarren – einem Produkt, das die Firma zu einer außerordentlichen Blüte bringen sollte und bald die wirtschaftliche Entwicklung der gesamten Region um Gießen bestimmte, da sich neben Gail im Raum Gießen noch zahlreiche weitere Tabaks- und Zigarrenfabriken etabliert hatten. Zunehmende Tabakimporte aus Übersee verbilligten zudem in den folgenden Jahren den Rohstoff Tabak, sodass Tabakwaren für breite gesellschaftliche Schichten erschwinglich wurden. Begünstigt wurde dies alles durch den rasant fortschreitenden Ausbau des Eisenbahnnetzes, 1852 erhielt auch die Stadt Gießen Bahnanschluss.
Parallel dazu errichtete Georg Philipp Gail (mit außerordentlich hohen staatlichen Zuschüssen) eine Wollspinnerei in Gießen, die das im hessischen Hinterland produzierte Rohmaterial Wolle verarbeitete. Sie war aber von keinem besonderen Erfolg gekrönt und wurde frühzeitig wieder aufgegeben; ihre Gründung soll weniger Unternehmergeist als einem gewissen sozialen Verantwortungsgefühl gegenüber den armen Landwirten der Region entsprungen sein.

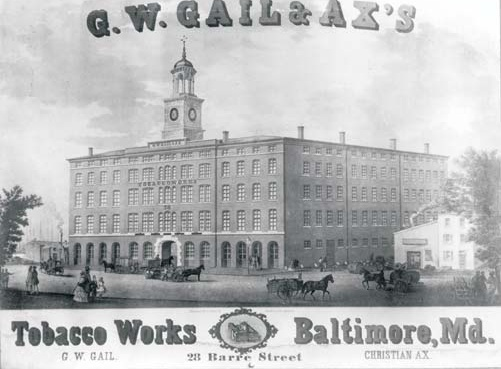
Die G. W. Gail & Ax’s Tobacco Works in Baltimore Ende des 19. Jahrhunderts.

## 1850: G. W. Gail & Ax’s Tobacco Works Baltimore

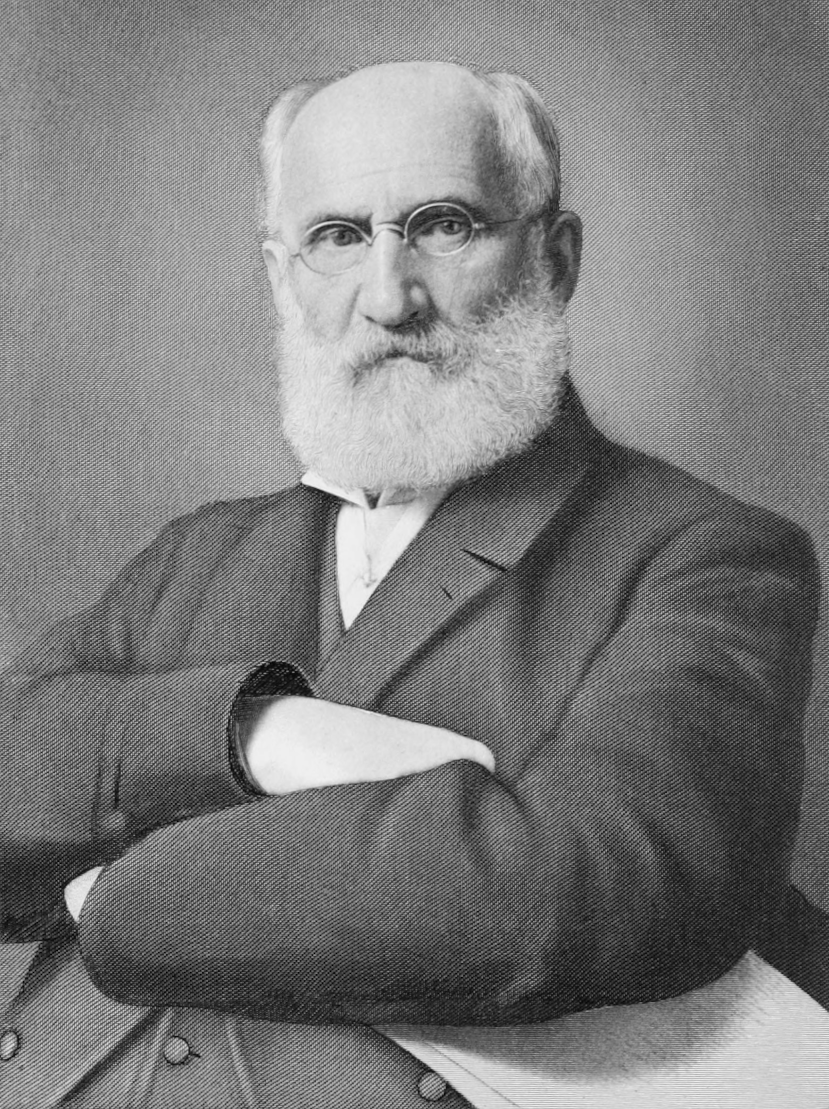
Georg Wilhelm Gail (1828–1905)

1850 gründete Georg Philipp Gails Sohn Georg Wilhelm eine Tabakfabrik in Baltimore. Damit gab es nicht nur einen zusätzlichen Produktionsstandort und Absatzmarkt – insbesondere unter den immer zahlreicher werdenden Auswanderern aus Deutschland –, sondern von hier konnte auch der Einkauf der Rohtabake in eigener Regie vorgenommen werden.
Am 6. Oktober 1855 wurde auf Initiative Georg Philipp Gails, der zuvor bereits für die Gießener Brandwache eine Feuerspritze angeschafft hatte, die Gail’sche Feuerwehr gegründet. Sie verstand sich ausdrücklich als Feuerwehr für die Allgemeinheit, nicht als reine Betriebsfeuerwehr. 1892 wurde sie zusammen mit der Freiwilligen Feuerwehr Gießen und der Pflichtfeuerwehr unter das Kommando eines gemeinsamen Brandmeisters gestellt, ab 1905 bildete sie den 3. Löschzug, 1938 wurde sie endgültig in die Freiwillige Feuerwehr überführt.

## Die Ausweitung der Produktion ins Gießener Umland
Da in der Stadt keine Arbeitskräfte mehr zu finden waren, richteten Georg Philipp Gail und sein Sohn Georg Karl Gail, der nach seinem Tod 1865 die Firmenleitung übernahm, Produktionskontrakte ein: 1852 entstand der erste Kontrakt mit dem Zuchthaus Marienschloss (der heutigen Jugendstrafanstalt Rockenberg).
Die immer steigende Nachfrage führte nicht nur Gail, sondern auch andere Gießener Tabakwarenhersteller ins Umland. In Rodheim wurde 1857 die erste Filialfabrik gegründet. Nach einer kriegsbedingten Einstellung der Produktion wurden die Gebäude von 1949 bis 1957 von einer Weberei genutzt, von 1957 bis 1963 wurden hier wieder Zigarren der Marke „Hahn im Korb“ hergestellt. In den 1990er Jahren wurden die Fabrikgebäude abgerissen, um einer neuen Bebauung zu weichen. Weitere entstanden in den Folgejahren u. a. in Bieber (1903) und in Krofdorf.
In den betreffenden Orten führte dies zu einer erheblichen Veränderung der Erwerbssituation, waren es doch meist die ersten gewerblichen Arbeitsplätze für Frauen, die so entstanden: Frauen waren geschickt und – obwohl sie einen geringeren Lohn erhielten als Männer – froh über eine Verdienstmöglichkeit vor Ort. Innerhalb weniger Jahre waren die Zigarrenmacherinnen zahlenmäßig den Männern weit überlegen, und bis in die 1950er Jahre war es in vielen Dörfern eine Selbstverständlichkeit, dass der Weg eines Mädchens nach der Schule in die Zigarrenfabrik führte.

## Die Ära Wilhelm Gail
Den Höhepunkt ihrer Entwicklung erreichte die Gail’sche Tabakfabrik unter Wilhelm Gail (1854–1925). Tabake mit dem Bienenkorb als Signet wurden zum regionalen Branchenführer des 19. Jahrhunderts. Daneben ließ Wilhelm Gail, der ein gutes Gespür für die Bedürfnisse des Baubooms der Jahrhundertwende hatte, 1891 die Firma „Gail'sche Dampfziegelei und Thonwaarenfabrik“, am südöstlichen Gießener Stadtrand am Erdkauter Weg (⊙) errichten.
1907 kam es zu Streiks in der Gießener Tabakindustrie, auch in der Firma Gail; der Arbeitskampf um höhere Löhne dauerte 19 Wochen.
Mit Beginn des Ersten Weltkriegs stieg zunächst – durch Heereslieferung bedingt – die Produktion bis zum Einfuhrverbot für Rohtabake im Jahr 1916.

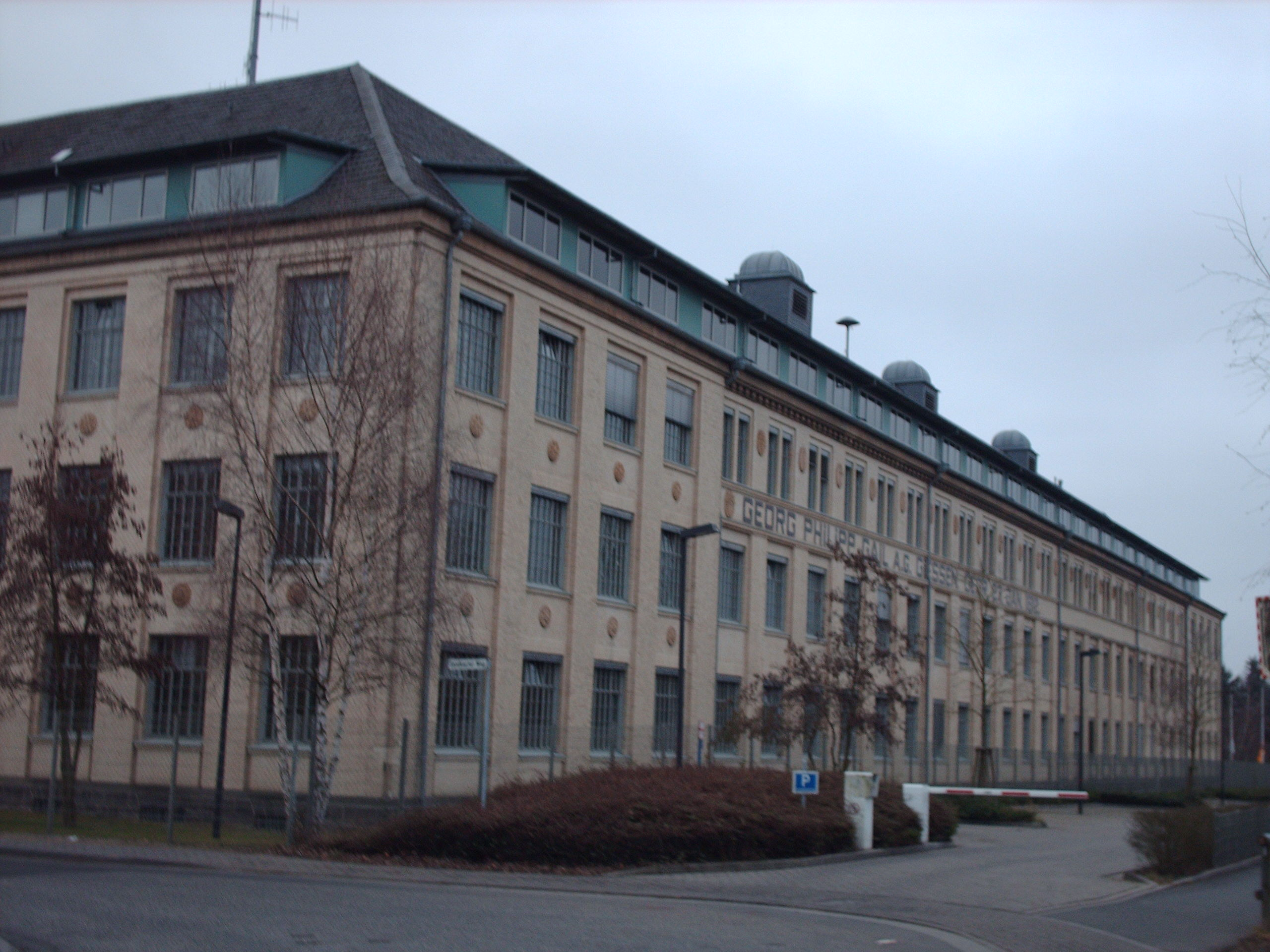
Teile des Polizeipräsidiums Mittelhessen in der ehemaligen Gail’schen Zigarrenfabrik

Die nach Kriegsende wieder rasch ansteigende Produktion, die auch durch die sich auf dem Markt etablierenden Zigarrenwickelmaschinen forciert wurde, erforderten zu Beginn der 1920er Jahre größere Räumlichkeiten. 1923 wurde die Tabak- und Zigarrenfabrikation in die von dem Herforder Architekten Wilhelm Köster neu erbaute, großzügige Fabrikanlage am Sandkauter Weg (⊙) in unmittelbare Nachbarschaft zur Gail’schen Tonwarenfabrik, verlegt – verkehrsgünstig an der Bahnstrecke Gießen–Gelnhausen gelegen und mit eigenem Gleisanschluss ausgestattet.

## Von den 1930er Jahren bis zum Ende der Fabrikation 1963
Nach dem Tod seines Vaters im Jahr 1925 übernahm Dr. Georg Gail (1884–1950) die Leitung. Das 1933 von der nationalsozialistische Reichsregierung als arbeitsmarktpolitisches Instrument erlassene Maschinenverbot für die Zigarrenindustrie bedeutete eine vollständige Rückstellung der Produktion auf Handwickelung und damit verbunden eine erhebliche Ausweitung des Personalbestandes. Durch die dadurch steigenden Produktionskosten und die sich parallel etablierende Zigarette begann schleichend ein allgemeiner Niedergang der Zigarrenindustrie.
Mit Kriegsbeginn 1939 erfolgte eine Lockerung des Maschinenverbots, da durch den Kriegseinsatz der Männer und die zunehmende Dienstverpflichtung der Frauen sehr bald Arbeitskräfte fehlten, doch fehlende Rohstoffe erzwangen bald eine radikale Drosselung der Produktion.
Die ersten von einstmals über 30 Zigarren- und Tabaksfabriken im Gießener Land hatten – bedingt durch den Wandel der Konsumgewohnheiten – schon in den 1930er Jahren bzw. in den Jahren des Zweiten Weltkriegs aufgegeben. Zwar gab es Mitte der 1950er Jahre nochmals einen kurzzeitigen Aufschwung, doch das Ende der Zigarrenherstellung war unausweichlich: Als vorletzter der noch im Gießener Land produzierenden Betriebe schloss 1963 die Gail’sche Zigarrenfabrik für immer ihre Tore.

## Reminiszenzen
Von der einstigen Blüte der Gail’schen Zigarrenindustrie und der Baufreude der Familie zeugen noch heute etliche herausragende Objekte in und um Gießen:
- die Gail’sche Zigarrenfabrik in Gießen, erbaut 1923[4]; seit Ende der 1980er-Jahre Sitz des Polizeipräsidiums Mittelhessen.
- die Gail’sche Villa in der Gartenstraße 22 in Gießen[5]
- die Gail’sche Villa in der Wilhelmstraße 16–20 in Gießen (erbaut 1866/67, 1924/25 neoklassizistisch umgebaut)[6][7]
- der Gail’sche Park mit Villa in Rodheim aus den 1890er Jahren[8]